# GUNNER QUEEN 復讐の女王陛下
『GUNNER QUEEN 復讐の女王陛下』（ガンナークイーン ふくしゅうのじょおうへいか）はR-Exによる漫画。「コミックヴァルキリー」（キルタイムコミュニケーション）において連載された。魔法が支配する世界。城を追われた王女が禁断の技術である「銃」を手に、連れの少女剣士と共に敵の猛追を生き延びていくガンアクション・ファンタジー。

## 概要
法術と呼ばれる魔法が発達した世界。銃に代表されるような科学技術は禁忌とされていた。スローシャー王国では政変が起こり、前王の娘である王女リュシィは幽閉される。体制の不安材料とされたリュシィは処刑されそうになるが、狂人を装って城を抜け出すことに成功し、刀の使い手である兵法者ミスエと共に落ち延びる。宰相ガストンは王家に伝わる秘石のことをリュシィに喋らせるために、特殊な能力を持つ追っ手を次々と二人へ差し向ける。それを迎え撃つリュシィの手にはこの世界にあるはずのないもの、拳銃が握られていた。
「コミックヴァルキリー」創刊号（2006年7月25日発売）から連載開始。弾丸が命中すれば脳組織が撒き散らされ、刃が閃けば手足が切り飛ばされていく容赦のないアクションが展開される。主人公らは度重なる追っ手の襲撃にしばしば屈し、あられもない姿を晒すことになる。
当初、作者はリュシィにナガンM1895を持たせるつもりだったが、作画資料が入手できず断念した。

## 登場人物
リュシオン・ヘイム・スローシャー
通称リュシィ。拳銃使いの王女。前王の娘。ロングヘアで巨乳。鍔広の帽子とミニのドレスを着用する。拳銃エンフィールドNo.2 Mk1の他に接近戦ではククリを用いる。法術の使い手でもあるが、生まれ持った法力の有無で身分が決定される現状を良しとせず、現在は違法とされている科学の発展を望んでいる。
ミスエ・タチバナ
東方出身の兵法者。ポニーテールで微乳の眼鏡っ娘。ミニの着物を着用する。普段は肝の据わった刀使いだが、血を浴びすぎると人格に異変を来たし、歯止めが利かなくなる。
ミルフィ・スローシャー
前王の庶子。リュシィの腹違いの妹。ショートヘア。ビキニトップ、ジャケット、ショートパンツ、ベレー帽を着用する。ベレッタM84Fの二挺拳銃使い。リュシィ達を捕らえに来たが返り討ちに合った。現政権が権力者の傀儡に過ぎないことを知らされ、リュシィ達と同道することになる。可愛げのある意地っ張り娘。

## 単行本
- 1巻 2007年10月1日発売 ISBN 978-4-86032-459-9
- 2巻 2008年7月31日発売 ISBN 978-4-86032-613-5
- 3巻 2014年8月22日発売